# Langenbroich

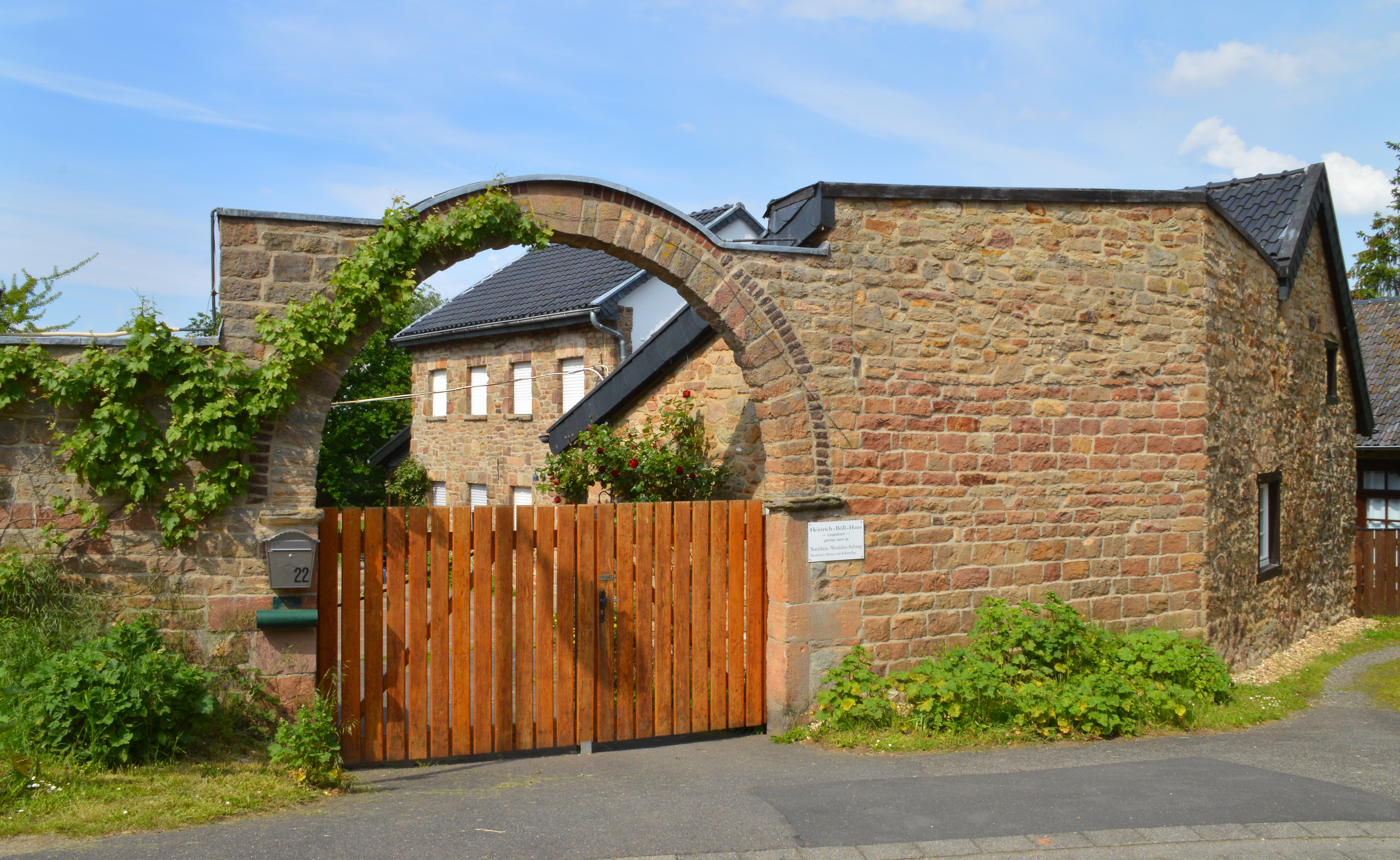
Eingang zum Heinrich-Böll-Haus

Langenbroich (gesprochen: Langenbrooch) ist der kleinste Ortsteil in der Gemeinde Kreuzau, Kreis Düren, NRW. Langenbroich liegt in der Nordeifel, unweit des Hürtgenwalds im Erholungsgebiet Rureifel.
In Langenbroich befindet sich das Heinrich-Böll-Haus Langenbroich, ein vormaliges Wohnhaus von Heinrich und Annemarie Böll, ein ehemaliges Bauernhaus, das die beiden 1966 kauften. Weltberühmt wurde Langenbroich, als Heinrich Böll im Februar 1974 den Literaturnobelpreisträger Alexander Solschenizyn, der aus der damaligen Sowjetunion ausgewiesen worden war, in seinem Haus aufnahm. In dem Haus befindet sich heute eine Zufluchtsstätte für verfolgte Künstler, die dort mit Hilfe eines Stipendiums für einige Zeit ungestört ihrer Arbeit nachgehen können.

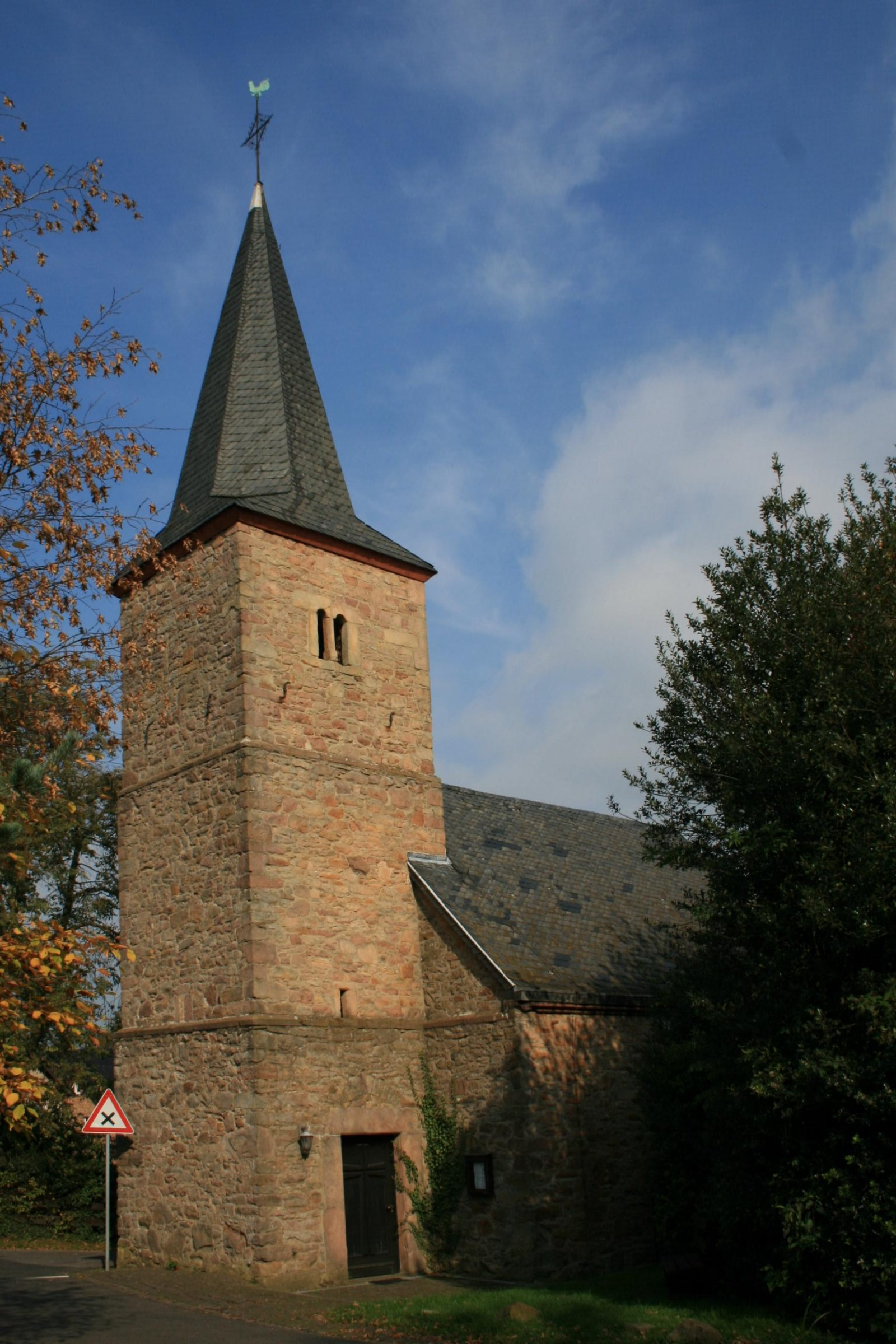
Die Kirche St. Mariä Vermählung

In Langenbroich steht die Kreuzauer Filialkirche St. Mariä Vermählung, eine zu Beginn des 18. Jahrhunderts aus Bruchstein errichtete barocke Saalkirche.
Im Wald rund um Langenbroich finden sich die Spuren des Bergbaus aus den vergangenen Jahrhunderten. U. a. gibt es die Ruine einer Fabrik, die in der zweiten Hälfte des 19. Jahrhunderts dort von Engländern errichtet, jedoch bereits in den 1870er Jahren aufgegeben wurde.
Bis 1969 gehörte Langenbroich zum Amt Straß-Bergstein, welches am 1. Juli 1969 in der Gemeinde Hürtgenwald aufging. Am 1. Januar 1972 wurde es nach Kreuzau umgemeindet.
Die Busse des Rurtalbus fahren den Ort mit der Linie 201 an. Bis zum 31. Dezember 2019 wurde diese Linie von der Dürener Kreisbahn bedient.
| Linie | Verlauf                                                                                        |
| ----- | ---------------------------------------------------------------------------------------------- |
| 201   | Kreuzau – Winden – Bergheim – Langenbroich – Bogheim – Untermaubach (– Obermaubach) – Bilstein |